# Gabriel Novaes
Gabriel Novaes Fernandes (San Paolo, 5 aprile 1999) è un calciatore brasiliano, attaccante del Criciúma in prestito dal RB Bragantino.

## Caratteristiche tecniche
È un centravanti.

## Carriera
Cresciuto nel settore giovanile del San Paolo, nel gennaio del 2019 viene prelevato in prestito dal Barcellona con cui gioca per sei mesi con la seconda squadra in Segunda División B. Il 2 settembre seguente passa sempre in prestito al Córdoba, dove segna la sua prima rete in carriera due settimane più tardi contro lo Yeclano. A fine anno fa ritorno in patria alla Juventude, dove gioca 4 incontri in Série B; il 18 novembre passa al Bahia dove debutta nel Brasileirão giocando l'incontro perso 2-0 contro il Ceará.

## Statistiche
Statistiche aggiornate al 7 gennaio 2021.

### Presenze e reti nei club
| Stagione        | Squadra         | Campionato      | Campionato | Campionato | Coppe nazionali | Coppe nazionali | Coppe nazionali | Coppe continentali | Coppe continentali | Coppe continentali | Altre coppe | Altre coppe | Altre coppe | Totale | Totale | Totale |
| Stagione        | Squadra         | Comp            | Pres       | Reti       | Comp            | Pres            | Reti            | Comp               | Pres               | Reti               | Comp        | Pres        | Reti        | Pres   | Reti   |        |
| --------------- | --------------- | --------------- | ---------- | ---------- | --------------- | --------------- | --------------- | ------------------ | ------------------ | ------------------ | ----------- | ----------- | ----------- | ------ | ------ | ------ |
| gen.-giu. 2019  | Barcellona B    | SDB             | 6          | 0          |                 | -               | -               |                    | -                  | -                  |             | -           | -           | 6      | 0      |        |
| set.-dic. 2019  | Córdoba         | SDB             | 12         | 1          | CR              | 0               | 0               |                    | -                  | -                  |             | -           | -           | 12     | 1      |        |
| 2020            | Juventude       | PD/RS+B         | 0+4        | 0          | CB              | 1               | 0               |                    | -                  | -                  |             | -           | -           | 5      | 0      |        |
| 2020            | Bahia           | PD/BA+A         | 0+5        | 0          | CB              | 0               | 0               | CS                 | 2                  | 0                  |             | -           | -           | 7      | 0      |        |
| Totale carriera | Totale carriera | Totale carriera | 27         | 1          |                 | 1               | 0               |                    | 2                  | 0                  |             | -           | -           | 30     | 1      |        |